# Isaak Nestongos
Isaak Dukas Nestongos (mittelgriechisch Ἰσαάκιος Δούκας Νεστόγγος; † nach 1225) war ein Verschwörer gegen den nikäischen Kaiser Johannes III. Dukas Batatzes.

## Leben
Isaak Nestongos war ein Angehöriger der Familie der Nestongoi, die in den byzantinischen Quellen zuerst im 11. Jahrhundert erscheint. Seine namentlich nicht bekannte Mutter war eine Tochter des Isaak Dukas Angelos, dessen Mutter Theodora Komnena die jüngste Tochter des Kaisers Alexios I. Komnenos und der Irene Dukaina war. Die Familie emigrierte nach der Eroberung Konstantinopels durch die Kreuzfahrer im April 1204 zusammen mit anderen bedeutenden Aristokratenfamilien nach Bithynien. Im Kaiserreich Nikaia nahmen sie bald führende Positionen in der Verwaltung ein. 
Über die Kindheit und Jugend Isaaks und seines Bruders Andronikos ist kaum etwas bekannt. Nachdem ihr Cousin Johannes Dukas Batatzes 1221 (oder 1222) die Nachfolge seines Schwiegervaters Theodor I. Laskaris angetreten hatte, machten sie – ähnlich wie kurz zuvor die Laskariden-Brüder Alexios und Isaak – aufgrund ihrer Abstammung eigene Herrschaftsansprüche geltend. Mit der Unterstützung einer beträchtlichen Zahl byzantinischer Adeliger, darunter der megas hetereiarches Flamulis und der Dux des Themas Thrakesion, Makrenos, zettelten die Nestongoi-Brüder Ende 1224 oder Anfang 1225 eine Verschwörung an mit dem Ziel, Andronikos auf den Thron von Nikaia zu bringen. Johannes III., der an den Dardanellen gegen die Lateiner kämpfte, erfuhr jedoch von dem Komplott. Nachdem er seine im Hafen von Lampsakos liegenden Schiffe hatte zerstören lassen, zog er mit seinen Truppen nach Achyraos und ließ die Rebellen ohne größeres Gefecht gefangen nehmen. 
Die Nestongoi-Brüder und ihre Komplizen wurden als Hochverräter angeklagt, kamen jedoch mit vergleichsweise milden Strafen davon. Isaak wurde geblendet und büßte eine Hand ein; Andronikos blieb sogar körperlich unversehrt und entkam wenig später aus der Haft ins Sultanat der Rum-Seldschuken. Wann und durch welche Umstände Isaak Nestongos starb, ist unbekannt.